# Laskowo (powiat złotowski)
Laskowo – wieś krajeńska w Polsce, położona w województwie wielkopolskim, w powiecie złotowskim, w gminie Lipka.
Mała wieś, do lat pięćdziesiątych nazywana Annopolem. Powstała w 1936 roku, po parcelacji majątku w Debrznie Wsi. Wyróżnia się oryginalną zabudową; ze względu na architekturę, której charakter nie uległ zmianom przez sześćdziesiąt lat, wpisana jest do rejestru zabytków.
Z siedemnastu budynków z pruskiego muru – czternaście wygląda identycznie. Tylko trzy budynki, które przed wojną służyły za domy mieszkalne, różnią się od innych. Pozostałe, przeznaczone przez Niemców na pomieszczenia inwentarskie, mają taką samą konstrukcję. Zadziwiającą grubością murów, która w niektórych miejscach dochodzi nawet do 80 cm oraz specyficznym układem pomieszczeń - w większości przez długą sień można przejść z części mieszkalnej do części gospodarczej budynku (obecnie przejścia te zostały zlikwidowane we wszystkich domach).
Po wojnie, poniemieckie obiekty – zarówno mieszkalne, jak i inwentarskie – zasiedlone zostały przez polskich gospodarzy.
Po 1945 roku we wsi powstał tylko jeden nowy obiekt. Wcześniej, na jego miejscu, stał mały kiosk spożywczy, który pod koniec lat 80. przeszedł kapitalny remont, a właściwie został zbudowany od nowa. Ten niewinny wybieg – posiadano jedynie zgodę na remont, a nie na budowę nowego obiektu – sprawił, że w Laskowie powstał ładny sklep i świetlica, wykorzystywana na okolicznościowe spotkania i imprezy.
Kolejnym ewenementem tej wyjątkowej miejscowości jest prąd. Mieszkańcy Laskowa szczycą się, że wieś została zelektryfikowana wcześniej, niż pozostałe miejscowości. Kiedy w Lipce (sąsiednie miasteczko) było jeszcze ciemno, u nich warczały już elektryczne motory w poniemieckich młockarniach. A było tak: latem 1946 roku, na polu Tadeusza Marca gospodarze młócili zboże. Nieopodal pojawiła się grupa robotników, ciągnących linię elektryczną do winiarni w Lipce. I dogadali się. Za dwie tony żyta, Laskowo zostało podłączone do prądu.
Podobnie ma się rzecz z wodociągiem. 
Mieszkańcy Laskowa dumni są również z tego, że ich wieś jest wyjątkowo zintegrowana. Ludzie zawsze mogą tu liczyć na sąsiedzka pomoc. Ot, choćby tzw. Stróżka - błahy, ale dobry przykład. Krótko po wojnie na każdym mężczyźnie ciążył obowiązek chodzenia po wsi i pilnowania domów. Dyżury trwały od zmierzchu do świtu. W przypadku, kiedy ktoś przespał dyżur – a akurat zdarzyła się kontrola – sąsiedzi budzili go, ratując przed wpadką.
Ze stróżowaniem wiąże się w Laskowie jeszcze inne wspomnienie. Każdy dyżurujący nosił długą, drewniana laskę. Długą - do czasu, bo w którymś momencie, ktoś obciął koniec… i proceder ten stał się nawykiem. Dopiero, gdy zamiast drewnianej laski, wymyślono żelazną, sprawa rozwiązała się sama. 
W latach 50. w Laskowie istniała Spółdzielnia Rolnicza. Rozwiązana została, tak jak wszystkie, w roku 1956.
Obecnie we wsi. W której mieszka przeszło 60 osób, większość utrzymuje się z rolnictwa. Na czternaście domostw, tylko jedno nie posiada ziemi. Cztery gospodarstwa przekazane zostały już w ręce młodszego pokolenia.
W latach 1975–1998 miejscowość należała administracyjnie do województwa pilskiego.
Zobacz też: Laskowo, Lasków